# وسام الذئب البرونزي
وسام الذئب البرونزي هو وسام تمنحه اللجنة الكشفية العالمية تقديراً «للخدمة المتميزة للأفراد في الحركة الكشفية العالمية». يُصنف كونه أعلى وسام يمكن منحه لقائد كشافة متطوع في العالم. وهو الوسام الوحيد الذي تمنحه اللجنة الكشفية العالمية. منذ إصدار الوسام في 1935، حصل أقل من 400 شخص من عدة ملايين من الكشافة في جميع أنحاء العالم على الوسام.

## تاريخه
في البداية، أعرب مؤسس الكشافة، روبرت بادن باول، عن تقديره للمساهمات البارزة في الكشافة من قبل أي رائد بمنحه وسام الذئب الفضي ولكن على الرغم من أنه كان رئيس كشافة العالم، فقد مُنحّ الذئب الفضي إلى الكشافة البريطانية.
في 1924، قررت اللجنة الدولية، التي سبقت اللجنة الكشفية العالمية، أنها بحاجة إلى منح وسام باسمها وبناءً على توصيتها الخاصة. أراد بادن باول الحد من عدد الجوائز، لكنه أقر بأن مخاوف اللجنة كانت صحيحة. أُعيدّ فتح النقاش حول هذه المسألة في 1932، بقرار وصلوا إليه في يونيو 1934. فقد وافقت اللجنة الكشفية العالمية على استخدام الوسام في ستوكهولم في 2 أغسطس 1935 ومنحت بالإجماع أول ذئب برونزي إلى بادن باول.

## المؤهلات
وسام الذئب البرونزي هو أعلى تكريم يُمنح لقائد كشافة متطوع في جميع أنحاء العالم. صدر تقديراً للكشافة الذين ساهموا في خدمة استثنائية وجديرة بالملاحظة وغير عادية للحركة الكشفية العالمية. واعترافاً بمساهمات الفرد وخدمته وتفانيه طوال سنوات عديدة من العمل التطوعي في تنفيذ برنامج الكشافة بنجاح. وهو «يُمنح فقط للأفراد الذين قدموا خدمة طوعية ونزيهة مدى الحياة من أجل الإرتقاء وخدمة الشباب والدولة».

## المستلمون
من أجل الحفاظ على الوسام كشرف متميز، حددت اللجنة الدولية عدد الأوسمة باثنين في غضون عامين، على الرغم من أنه كان نادراً ما يُمنح من الناحية العملية، حيث مُنحّ 12 وسامًا فقط بين عامي 1935 و1955. مع زيادة أعداد الكشافة، زاد عدد الأوسمة الممنوحة. بين عامي 1955 و2015 ، مُنح الوسام 346 مرة. تنص إرشادات اللجنة الكشفية العالمية على أن عدد الأوسمة الممنوحة يجب أن يقتصر على «وسام واحد تقريباً لكل 2.000.000 عضو في جميع أنحاء العالم». اعتبارًا من 2016 اعتباراً من 2016، قَدَرّ المكتب الكشفي العالمي أن هناك حوالي 28 مليون كشاف في جميع أنحاء العالم. مُنحّ ثمانية أوسمة ذئب برونزي في 2017.
وكان من بين الحاصلين عليه رؤساء دول مثل هامينجكوبوونو التاسع، نائب رئيس إندونيسيا وكارل السادس عشر غوستاف، ملك السويد وجان، دوق لوكسمبورغ الأكبر وبوميبول أدولياديج والرئيس الفلبيني فيدل راموس.

## الوصف
تتكون جائزة الذئب البرونزي من شريط أخضر داكن يحده خطان ضيقان باللون الأصفر، تنزل من الشريط قلادة برونزية لذئب، يقف على أربع. يحمل الذئب شعار الكشافة العالمية.